# Геппі-Веллі (Нью-Мексико)
Геппі-Веллі (англ. Happy Valley) — переписна місцевість (CDP) в США, в окрузі Едді штату Нью-Мексико. Населення — 617 осіб (2020).

## Географія
Геппі-Веллі розташоване за координатами 32°25′41″ пн. ш. 104°17′23″ зх. д. / 32.42806° пн. ш. 104.28972° зх. д. (32.428006, -104.289846).  За даними Бюро перепису населення США в 2010 році переписна місцевість мала площу 5,59 км², з яких 5,58 км² — суходіл та 0,01 км² — водойми.

## Демографія
Згідно з переписом 2010 року, у переписній місцевості мешкало 519 осіб у 202 домогосподарствах у складі 141 родини. Густота населення становила 93 особи/км².  Було 242 помешкання (43/км²).
Расовий склад населення:
| - 79,0 % — білих - 4,4 % — корінних американців - 0,2 % — азіатів - 13,9 % — осіб інших рас |

До двох чи більше рас належало 2,5 %. Частка іспаномовних становила 30,3 % від усіх жителів.
За віковим діапазоном населення розподілялося таким чином: 22,7 % — особи молодші 18 років, 61,9 % — особи у віці 18—64 років, 15,4 % — особи у віці 65 років та старші. Медіана віку мешканця становила 40,8 року. На 100 осіб жіночої статі у переписній місцевості припадало 115,4 чоловіків;  на 100 жінок у віці від 18 років та старших — 111,1 чоловіків також старших 18 років.
Середній дохід на одне домашнє господарство  становив 62 801 долар США (медіана — 65 156), а середній дохід на одну сім'ю — 64 288 доларів (медіана — 64 637). За межею бідності перебувало 14,3 % осіб, у тому числі 0,0 % дітей у віці до 18 років та 26,2 % осіб у віці 65 років та старших.
Цивільне працевлаштоване населення становило 383 особи. Основні галузі зайнятості: виробництво — 32,4 %, будівництво — 19,8 %, публічна адміністрація — 16,2 %.